# 何林夏
何林夏（1958年—）中国知名出版人，曾担任廣西師範大學出版社董事長。

## 早年
何林夏自1982年开始广西师范大学历史系工作，1994年进入廣西師範大學出版社工作，先后担任文科编辑室主任，负责在文史编辑室培养近代史图书编辑，后担任总编助理、副总编辑等。1998年任总编辑一职，2008年任社长兼总编辑。2009年出版社改制成立广西师范大学出版集团有限公司，曾获出版政府奖“优秀出版人物”奖、中国出版“十大年度人物”奖等。

## 经营出版社
广西师范大学出版社在中國知識分子中具知名度的圖書品牌如“理想国”、“新民说”、“魔法象”等等；2016年初，何林夏當選「2015年中國圖書業年度出版人」，自2008年起何林夏擔任出版社社長，此前10年為總編輯。
《中华读书报》描述广西师范大学出版社為「思想文化学术出领域的旗帜出版社」，「已比肩三联、商务等百年老店」，出版過包括作者如钱穆、唐君毅、牟宗三、萨孟武、何炳松、何炳棣、劳思光、杜维明、李欧梵、黄仁宇、许倬云、余英时、白先勇、王尔敏、孙隆基、傅斯年、钱存训、木心、梁羽生、朱光潜、王世襄、叶澜、陈丹青、钱理群、李泽厚、韦伯、房龙、纪德、雅尔卡、尼尔·波兹曼、瓦尔特·本雅明等相關作品，這是在中國出版市场化下，主張“为了生存和发展去市场上打拼，挣了钱来做好书”的何林夏社長，對其出版社宗旨“开启民智，传承文明”的堅持。

## 被捕入狱
2016年5月何林夏被廣西壯族自治區人民檢察院逮捕，中國網友詢問廣西師範大學出版社得知，其被捕有可能出版書籍的政治問題有關。2018年8月21日，广西壮族自治区灌阳县人民法院以贪污罪判处何林夏有期徒刑十年。